# ショタゲー
少年を対象に抱く愛情・執着をショタコンと呼ばれ、そのような者をターゲット層に有するコンピューターゲームを総じてショタゲーと称される。「ゲー」とは「ゲーム」の略語であり、これは「バカゲー」「クソゲー」などと同様の語法といえる。

## 概説
必ずしも成人向けゲームであることを問わないが、一般に女性向けのボーイズラブゲームと、男性向けのアダルトゲームにまたがったジャンルであり、特に男性ユーザーは両者に手を出すことも珍しくない。
「ショタ」に関する事柄については以下の項目を並べて参照。
- ショタ
- ショタコン
- 少年愛
- 少年性愛

女性向け作品の場合は、いわゆるボーイズラブゲームに属するため少年同士、または青年男性と少年というカップリングが一般的である。一方、男性向け作品では、必ずしも同性同士とは限らない。あくまでも男性向けアダルトゲームというカテゴリの一つであり、大別してショタ主人公が女性を相手にするゲームと、男性主人公がショタキャラを相手にするものの2種類に分かれる。男性向けゲームでは、特に後者の作品においてキャラクターデザイン的にも一見して女の子のような風体をした少年が多く見られる。
なお、男性から見たショタゲーという観点からは、男性向けアダルトゲーム側からすれば特殊なカテゴリであり、女性向けボーイズラブゲームから見れば男性ユーザーそのものが少数派となる。それぞれのユーザーらは前述の理由から交流は少なく、2ちゃんねるにおいても腐男子層はゲーム関連板である女向ゲー大人板や女向ゲー一般板に、アダルトゲーム派はPINKちゃんねるに属するエロゲー板などにそれぞれスレッドを構えており、その立場の違いを浮かび上がらせている。

## ショタゲーの歴史
「ショタ」という名を明確に冠して発表した先駆は折原うさぎの運営するウェブサイト「兎所他流のお家へ」であるといわれる。これは同人ソフトやフリーソフトといった形態ではあったが、ニフティサーブのCGフォーラムで活動していた折原うさぎ（仮名：ハンドルネーム）の1993年に立ち上げたサイトで、同人ゲーム・CGなどを発表していた（現在閉鎖中だが検索によって各ページにいける）。折原のサイトで制作されていたゲームはショタジャンルオンリーである事を明確にしており、これらのショタゲーは当初はウェブサイトによる通信販売によって行われていたが、その後、ソフトアイランド（現在：DLサイトコム）への委託販売へと移行した。
市販ソフトがショタを扱ったゲームであると自ら明言した作品は1998年8月6日にISFより発売された「プレジャーサーキット（オリジナル版）」である。
SingingCanaryの「少年達の病棟（オリジナル版）」は後に声優によるボイスを収録しシナリオを一新したバージョンが改めてリリースされたが、オリジナル版は2000年5月5日のショタジャンルオンリーの同人誌即売会、'00.5.5.少年系!!で開発中であることが発表され、ショタというジャンルに感心を持つ者たちの関心を強く引き付けた。これは翌2001年6月15日に発売されたが、発売にいたるまでの期間が長くかかったことや、それまでにSingingCanaryをとりまいた様々なトラブルから一時はファンの記憶から消えかかるようなこともあった。
これに先んじること2000年8月10日にプラチナれーべるから「好きなものは好きだからしょうがない!!」シリーズが発売されている。本作はショタゲーを名乗っているわけではなく、また、特にショタをテーマとして扱った作品でもないが、ヒロインに相当する藤守 直は幼少時に性的虐待を受けているという設定であり、2001年5月25日に発売された2作目「-TARGET†NIGHTS-」ではスチルも存在した。
2001年5月5日、今度はショタジャンルオンリーの同人誌即売会、ショタケットにおいて花梨エンターテイメントが「bois 〜機械仕掛けの街〜」を発表。これはもともと同人ソフトとして開発されたものであったが、市販ソフトの流通に転換。この際に公開されたポスターでは主人公達が小学生であることが明記されていた。
以上はいずれもボーイズラブゲームの枠に含まれるもので、どちらかと言えば女性向けとされる。一方、男性向けでは2001年10月26日にコンプリーツが「ボクのヒミツたいけん」を発売。以後シリーズ化をしていくこととなる。本作は「ショタ主人公の総受け」というコンセプトで構成され、この構図は概ね男性向けソフトの雛型となった。
また、苺みるくは2002年7月26日発売の「たんぽぽ 〜Everything Nice〜」に先んじて登場キャラクターの人気投票を募集した。本作もショタゲーではなくロリゲーであったが、ヒロインキャラクターよりも主人公を含む少年キャラに人気が殺到し、シナリオの苦魔鬼轟丸は急遽、誰とも結ばれないルートの結末としてライバルの少年カーツとのボーイズラブ的な展開を挿入するに到った。なお、この発売後に改めてキャラクターの人気投票を募集した結果、またしても上位3人が少年キャラとなった。
こうした一種の社会現象とも受け取れる状況を経て、ショタゲーという呼称はともかく、ゲームの中にショタという要素を盛り込むという考えは、特に男性向けソフトにおいて急速に広まり、前述の「たんぽぽ」のように本来ショタゲーでは無くとも隠しキャラや隠しイベントとしてショタとの絡みや、それを思わせる展開を盛り込むものが増えていくこととなった。「ひみつたいけん」シリーズを開発販売したコンプリーツは、このシリーズとは別に2005年7月8日、「野外学習」を発売している。これもショタをメインとした構成では無いが、シナリオや画風などの側面で「ひみつたいけん」シリーズの流れを汲んでおり、主人公の少年はここでも「受け身」という性格的位置付けがなされている。本作も同様にシリーズ化され、2006年8月31日には「もうすぐ夏休み!」がリリースされた。
なお、いわゆる腐男子ユーザーの中にはショタゲーにはまるきっかけとなったソフトに「コ・コ・ロ…」をあげる者も多い。これは1998年12月4日にアアルから販売されたアダルトゲームシリーズであるが、「少年達の病棟」の発表よりもさらに1年半ほど早い。近親姦全般をテーマとしたゲームであり、あくまでもその一環としてショタ要素を含んでいるに留まりはするが、ショタゲーやボーイズラブゲームという概念の乏しい黎明以前の時期にあって、その衝撃的な内容はユーザーや倫理機構を揺るがす問題作となり、その結果、製品回収や倫理機構脱退にまで到った。

## 日本国外のショタゲー
ショタゲーの多くの作品は日本国内で作られているが日本国外で存在しないというわけでもない。例えば1990年の後半にそのころ有名であった携帯ゲーム「たまごっち」をもとにした「Boygotchy（ボーイごっち）」というゲームがドイツ語で作られた。また2000年の初めになると、これとは別のドイツ人の手によりインターネット上で遊べる英文ホームページ「Play with Boys」が開催された。
これらのショタゲーは商業化には到ったものの日本国外では全般的にショタゲーを支持する会社や消費者文化が無いため、結局は日本国内で生産されたショタゲーのように発展していくものはほとんど見られなかった。しかしながら、同人ソフトとして流通する形態のショタゲーは散発的に誕生し、下記のような「Escaper」といったゲームも存在している。

## ショタゲー作品の一覧
【凡例】
※ 同人ソフトから市販ソフトへ一度でも昇格したものは「女性向ソフト」または「男性向ソフト」とする。
※ 「女性向ソフト」と「男性向ソフト」の別の難しいものやグレーゾーンと思われるものは、そのソフトの主な広告媒体となった雑誌や書籍等が強くターゲット層とするものを採用する。

### 女性向ソフト
- 冤罪 eine falsche Beschuldi-gung
- 神無ノ鳥
- Cloth×Close 〜ボクがくぃ〜ん!?〜
- 少年達の病棟
- bois 〜機械仕掛けの街〜
- ぼくらはみんな、恋をする
- 森の記憶
- Laughter Land

### 男性向ソフト
- 恋する妹はせつなくてお兄ちゃんを想うとすぐHしちゃうの
- 大好きな先生にHなおねだりしちゃうおませなボクの/私のぷにぷに
- ときどきパクッちゃお!
- ねがぽじ 〜お兄ちゃんと呼ばないでっ!!〜
- ヒミツたいけんシリーズ
  - ボクのヒミツたいけん
  - もっとヒミツたいけん
  - ボクの「なつやすみ」ヒミツたいけん
- ROSARIUM -繋がれた少年-
- ゆりね〜おねえさまがおしえてくれた〜
- ナイショのよりみち
- ろーでび 〜小悪魔的偏愛論〜
- ひめしょ!
- 彼女たちの流儀
- Escape （英語だが無料で遊べる）
- ぷる萌えンジェル アイドルあいこ
- ツイ☆てる
- おねがいっ♪ご主人さま!
- Pure妹ミルクぷるん♪
- ひなたのつき

このほか、ショタに対する特別な描写がないにしても、多少なりともショタゲーのような内容を盛り込んだ男性向ソフトは非常に多い。

### 同人ソフト
- デジモンマンション物語
- 妹隷事〜マイレージ〜